# سی‌ام‌ای سی‌جی‌ام آنتوان دو سنت اگزوپری
سی‌ام‌ای سی‌جی‌ام آنتوان دو سنت اگزوپری (به انگلیسی: CMA CGM Antoine de Saint Exupery) یک کشتی کانتینری است که توسط شرکت کشتیرانی فرانسوی سی‌ام‌ای سی‌جی‌ام اداره می‌شود. کشتی به عنوان سر کلاس خود، پرچم‌دار ناوگان سی‌ام‌ای سی‌جی‌ام و بزرگترین کشتی کانتینری است که تحت پرچم فرانسه شناور است. نام این کشتی از آنتوان دو سنت-اگزوپری گرفته شده است. کشتی در اوت ۲۰۱۷ راه اندازی شد و پس از اتمام آزمایش‌های دریایی در اواخر دسامبر ۲۰۱۷ و اوایل ژانویه ۲۰۱۸ تحت آزمایش قرار گرفت. کشتی در تاریخ ۲۵ ژانویه ۲۰۱۸ به سی‌ام‌ای سی‌جی‌ام تحویل داده شد و در تاریخ ۶ فوریه به خدمت گرفته شد. کشتی دارای ۲۱۷٬۶۷۳ ظرفیت ناخالص و ۴۰۰ متر طول و گنجایش ۲۰٬۹۵۴ کانتینر می‌باشد. 